# Spyridium villosum
Spyridium villosum là một loài thực vật có hoa trong họ Táo. Loài này được (Turcz.) Benth. miêu tả khoa học đầu tiên năm 1863.